# Đế chế Toltec
Đế chế Toltec hay là Vương quốc Toltec hoặc thành bang Tolteca là một thực thể chính trị tại Mexico. Quốc gia này tồn tại qua thời kỳ cổ điển và hậu cổ điển của Trung Bộ châu Mỹ cổ đại, nhưng đã phát triển cực điểm trong thời kỳ hậu cổ điển. Trong thời gian này, phạm vi ảnh hưởng đến những nơi xa như bán đảo Yucatan. Thành phố chính là Tula, Tulancingo, và Huapalcalco, các thành phố xa hơn dưới sự kiểm soát và ảnh hưởng của quốc gia này là Chupícuaro, Chichen Itza, và Coba.

## Lịch sử

### Trước Tula

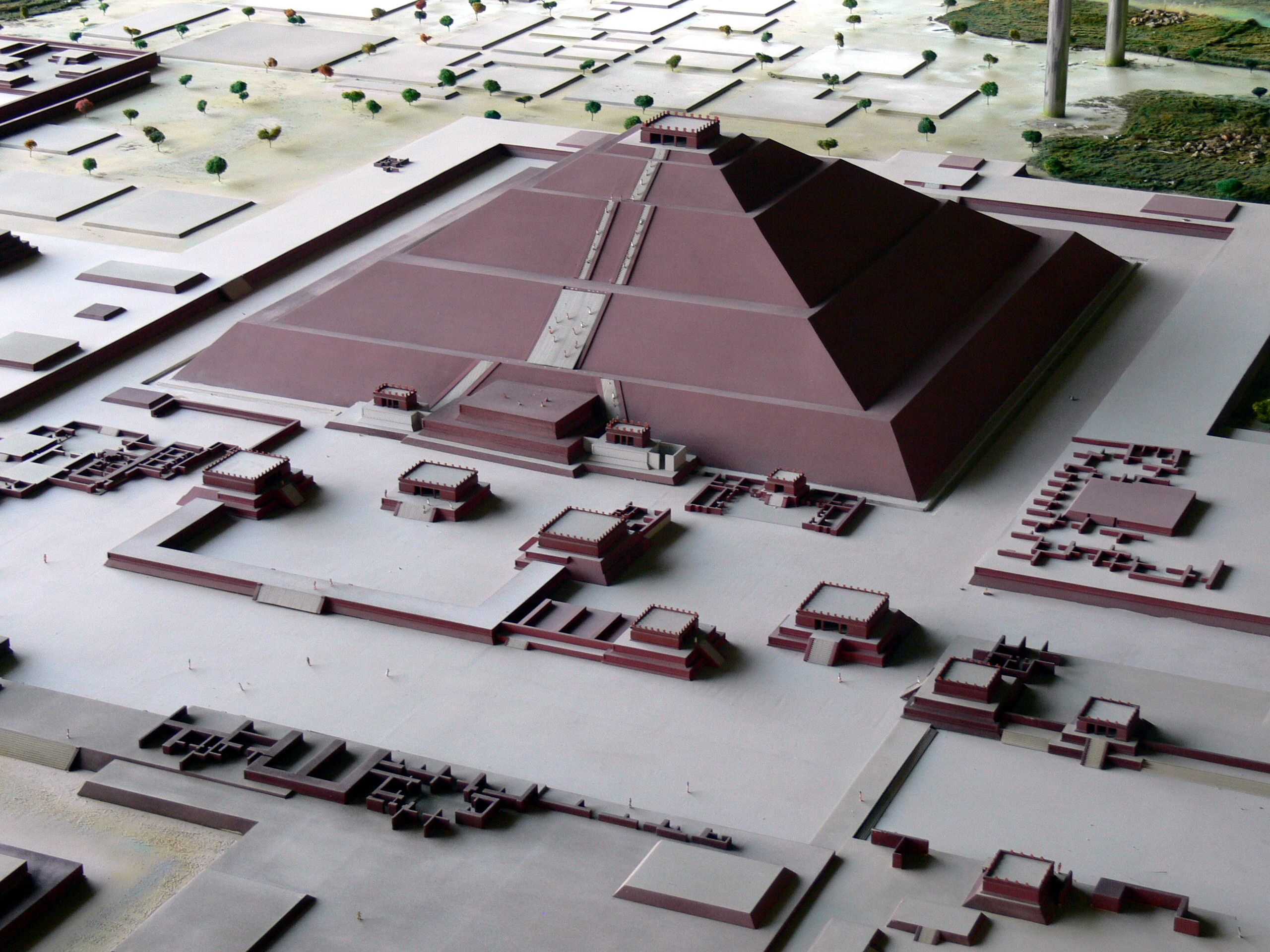
Tái tạo kim tự tháp Mặt Trời của Teotihuacan

Vào cuối thế kỷ thứ 5, Teotihuacan là thành phố phát triển nhất ở trung bộ Mexico. Người Toltec là một dân tộc sống ở thành phố đó. Khoảng năm 496 họ đã buộc phải rời khỏi, dưới sự lãnh đạo của Huémac I (476-572), nhiều người chuyển đến Tula. Một số khác di cư đến Tlillan-Tlapallan. Đã liên tục có chiến tranh giữa người Toltec và người Chichimeca. Huémac I quyết định tìm hòa bình với người Chichimeca và hình thành một chế độ quân chủ lâu dài. Trong hiệp ước, Tlatoani (chức danh lãnh tụ của Mexico cổ đại) kế nhiệm Huémac I sẽ là Chalchiuhtlanetzin, là người Chichimeca. Cho đến nay vẫn không rõ về năm hiệp ước đã được tạo ra, nhưng có lẽ là vào năm 510 hoặc 567. Bằng cách nào đó, Huémac vẫn tiếp tục sống sau khi Chalchiuhtlanetzin được lên ngôi.

### Sau khi thành lập Tula
Lịch sử của Toltec được ghi chép lại trong một số bản chép tay cổ của người Aztec, mặc dù có những điểm mâu thuẫn trong hầu hết trong đó.

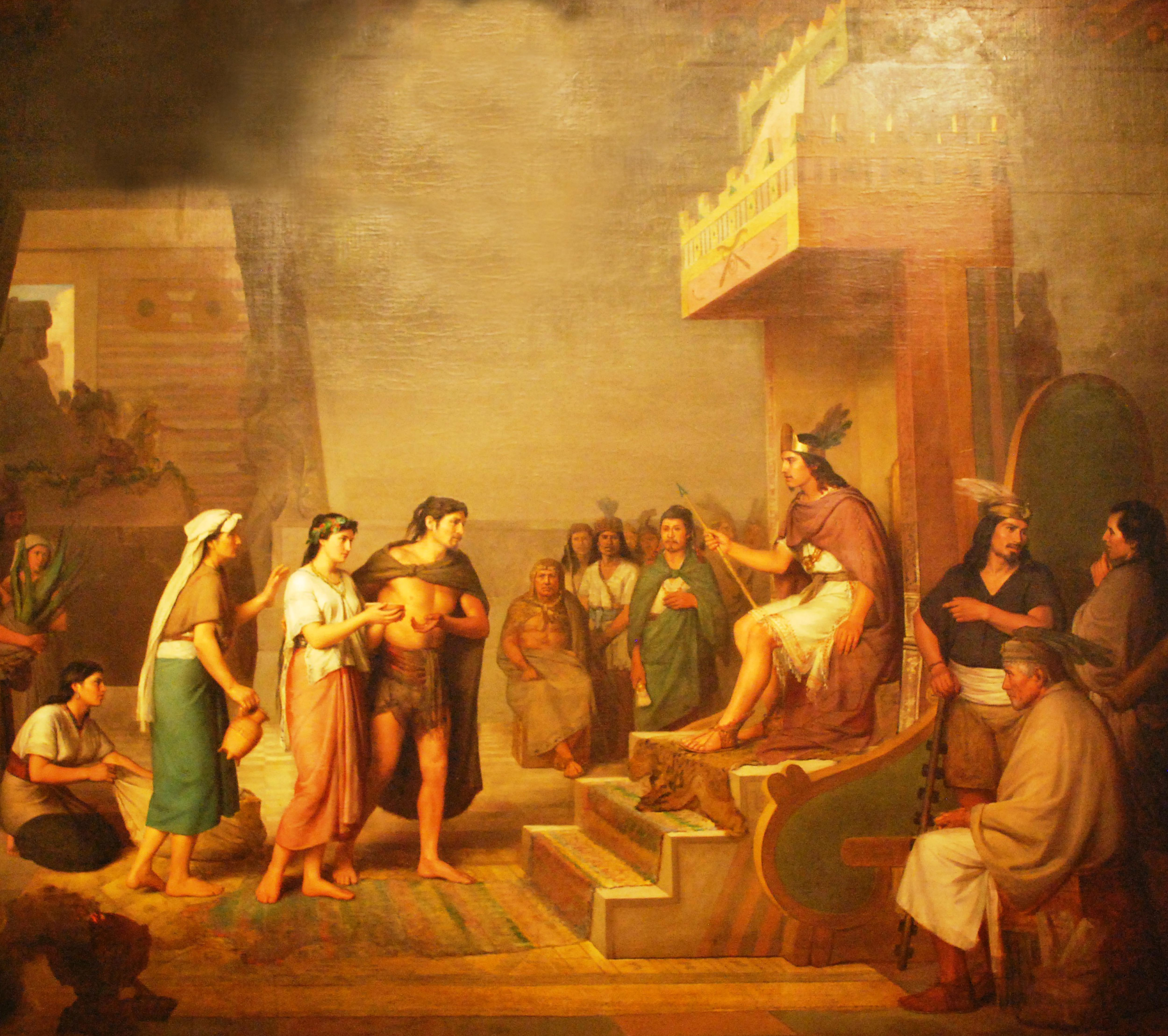
Iztaccaltzin trên ngai vàng, Papantzin ở trước mặt, bên cạnh là Xochitl.

Năm 843, một người Toltec tên là Papantzin phát hiện ra một loại đường làm từ cây Agave. Ông và con gái Xochitl đưa đường như một món quà tới Tecpancaltzin Iztaccaltzin, lãnh tụ Tlatoani thứ 9 của Toltec. Tecpancaltzin đã yêu Xochitl, nhưng cô không có đồng cảm. Ông giữ cô trong cung điện của mình và không cho phép cô rời khỏi. Ông đã thuyết phục Papantzin không giúp cô bằng cách nói với anh rằng khi Tecpancaltzin chết, Xochitl sẽ là người cai trị của Toltec. Họ đã có một con trai tên là Maeconetzin.
Năm 846, Xochitl đã muốn bỏ trốn nhưng Tecpancaltzin tìm cách giữ cô lại bằng cách hứa hẹn Maeconetzin sẽ là lãnh tụ Tlatoani tiếp theo.
Sau khi Tecpancaltzin chết, Xochitl trở thành nữ hoàng. Trong thời cai trị của bà đã có một cuộc nội chiến. Để chấm dứt chiến tranh, bà tạo ra một quân đoàn gồm toàn lính là phụ nữ. Xochitl đã thành công trong việc tái thống nhất các Toltec, nhưng bà đã chết trong trận chiến.

### Chinh phục Yucatan

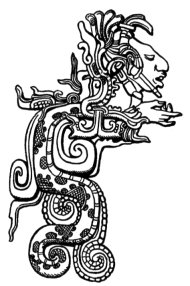
Hình vẽ Kukulkan (thần rắn)

Trong văn hóa Toltec và truyền thuyết Maya, Ce Acatl Topiltzin là Tlatoani mười bốn của Toltec. Không rõ cha mẹ ông là ai, nhưng trong thần thoại, cha ông là Mixcōatl và mẹ là Chimalman. Ce Acatl Topiltzin là một nhân vật huyền thoại, còn được gọi là Kukulkan (thần rắn) và thường bị nhầm lẫn hoặc đem lồng với vị thần Quetzalcoatl. Ông sinh ra ở Tepoztlan. Ở tuổi 13, ông được học tập tại một trường trong Xochicalco. Trong năm 877 ông được bầu làm Tlatoani của Toltec. Một thời gian ngắn sau khi ông bị "cám dỗ" bởi thần Tezcatlipoca và bị trục xuất. Trong thời gian này ông có thể đã thành lập Cuzcatlán. Trong năm 881 ông chuyển đến Chichen Itza hoặc Uxmal. Ở đó, ông đã trở thành bạn bè với Vua Maya Ulil I (Không nên nhầm lẫn với Ah Ulil). Sau đó, ông chuyển đến Cholula và dành nhiều năm của đời mình để nghiên cứu. Cuối cùng, ông trở thành Tlatoani một lần nữa và chinh phục phần lớn miền bắc Yucatan. Sau đó ông mất tích ngoài khơi bờ biển tại Hueitlapala hoặc Huehuetlapallan, gần nơi mà ngày nay là thành phố Coatzacoalcos.
Sự bại vong của các Toltec bắt đầu với sự mất mát Yucatan. Trong những năm 970, quyền kiểm soát Toltec yếu dần và Yucatan rơi vào tình trạng hỗn loạn cho đến năm 987 khi Liên minh Mayapan được thành lập.

### Tiền cổ đại

#### Sụp đổ

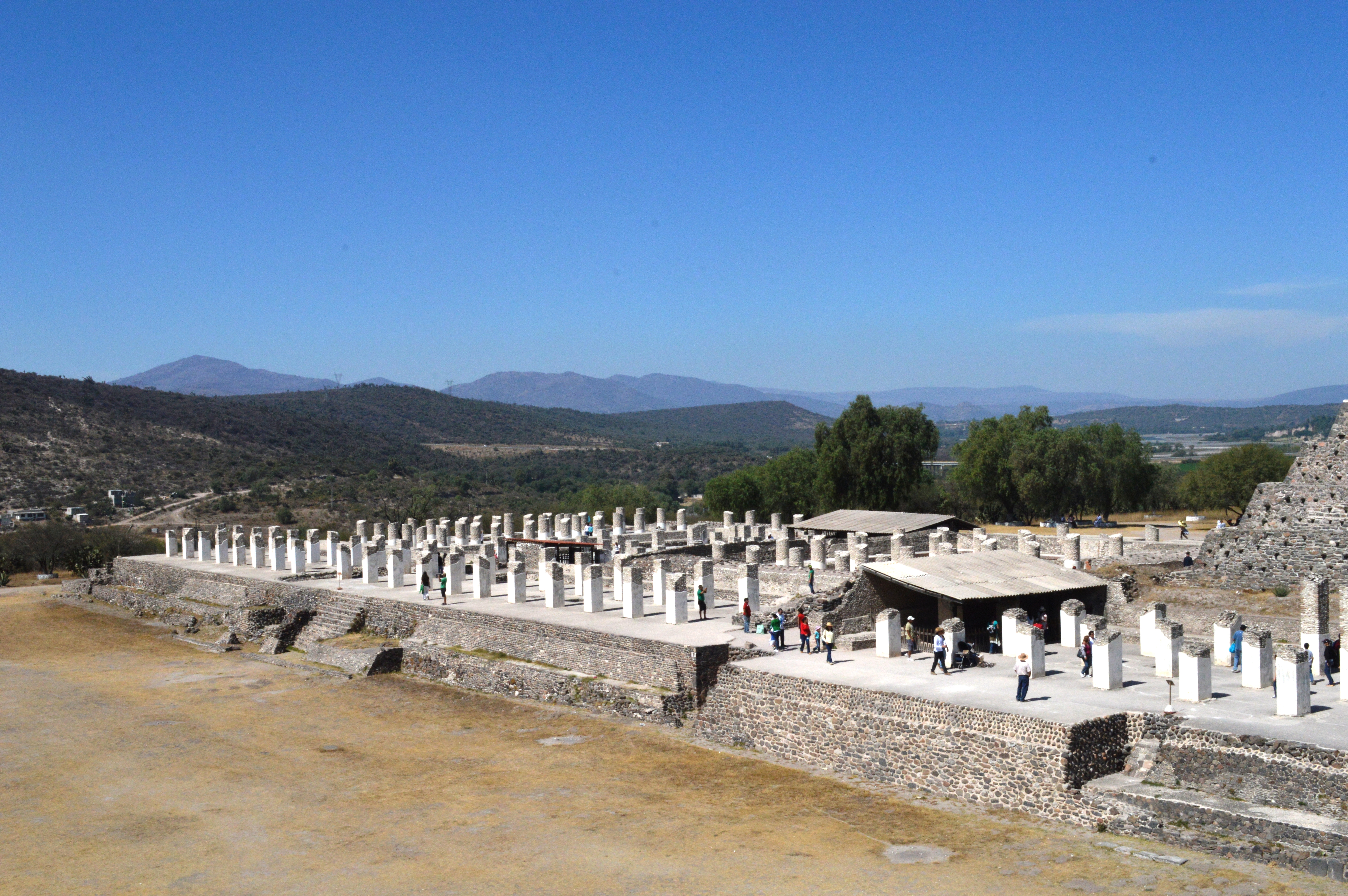
Cung điện tại Tula bị cháy rụi

Trong thế kỷ thứ mười hai khoảng năm 1122 Tula đã bị cháy rụi. Thiệt hại lớn nhất là tòa nhà hành chính và cung điện hình kim tự tháp tại quảng trường chính. Khi tại phần lớn Trung Mỹ có nạn đói, nội chiến, và các cuộc nổi dậy. Sự kiện chung kết để đẫn đến sự tiêu diệt Tula là dự xâm lược của người Mexica.
Có sự giảm dân số khoảng 60% ở miền trung Mexico sau khi kết thúc Tula. Khu vực này vẫn còn chia thành nhiều Altepetl khác nhau cho đến khi bắt đầu Đế chế Aztec của người Mexica vào năm 1428.

#### Truyền thuyết Huemac

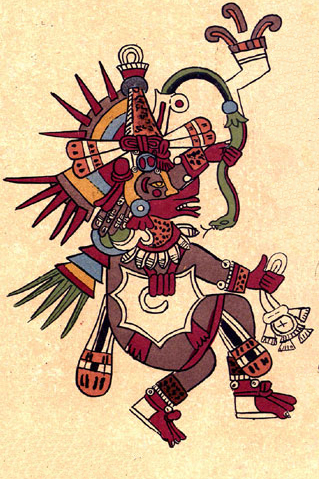
Hình vẽ thần Quetzalcoatl

Trong năm 1018 đã có một nạn đói, kéo dài 7 năm. Theo truyền thuyết, phù thủy Yaotl và Tezcatlipoca "trưng dụng" các con Huemac và đem chúng tế thần, để lại thân xác của họ trong hồ nước.
Trong năm 1058, các nữ thần trái đất được gọi là Ixcuinanme đến, và họ đã bị bắt giữ và giết chúng bằng các mũi tên. Từ đó, một tục lệ cúng tế đã thường xuyên xảy ra, nhân danh Ixcuinanme:
"đó là khi cách bắn bằng mũi tên được phát minh".
Trong năm 1063, Yaotl trở lại và bắt đầu một cuộc chiến tranh giữa các Toltec và một đối thủ vô danh. Các Toltec bắt tù binh và Yaotl xúi giục họ sử dụng các tù nhân để làm lễ vật cúng tế. Các nạn nhân, chủ yếu là tù binh chiến tranh đã được cột vào một cái cọc và xuyên thủng bởi những chiến binh Aztec với các mũi tên. Đây là lúc bắt đầu lệ dùng mạng sống con người "làm lễ vật". Tại thời điểm này, ông cũng đã hát bài hát tại Texcalapan, và sau đó ông bắt một người phụ nữ và lột da. Từ đó, có tục lệ lột da người để làm áo mặc trong các dịp cúng tế. Việc thực hành cúng tế này lây lan sang các dân tộc Trung Mỹ sau này, cả đế chế Inca vào thời tiền Colombo. Trong các sách cổ có kể sự giết và lột da con gái của vua Coxcox Culhuacán như là người đầu tiên bị hy sinh.
Trong năm 1122, đế chế Toltec giải tán. Huemac II dẫn họ đi phiêu bạt, họ đến Cincoc và cúng tế một loạt người. Họ đến Cuauhnenec, nơi vợ Huemac đã sinh. Họ đến Teocompan, và ở đó, phù thủy Yaotl hiện ra, đứng trên một cây xương rồng. Yaotl gọi một số các người Toltec theo ông, để sống tại Xaltocan. Những người Toltec còn lại vẫn tiếp tục đi.
Cũng theo truyền thuyết, cho đến năm 1128, các Toltec đã lang thang trong 7 năm, và đã phân tán khắp các vùng đất của Anahuac (thế giới). Huemac ngừng lại tại một hang động được gọi là Cincalco, gần Chapoltepec, và thấy không còn người Toltec phía sau, ông treo cổ tự vẫn.

## Lãnh đạo

### Danh sách lãnh tụ
Tài liệu cổ của người Aztec mô tả những người cai trị Toltec, nhưng trong đó có nhiều điểm mâu thuẫn, và Lịch Toltec vẫn chưa được giải mã hoàn toàn. Có ít nhất mười lăm Tlatoani (chức danh lãnh tụ) và có thể hơn hai mươi.
Tất cả các năm là sau công nguyên.
| Tên                           | trị vì    | Khoảng thời gian sống | Gia đình                                             |
| ----------------------------- | --------- | --------------------- | ---------------------------------------------------- |
| Huemac I                      | 496-510   | 476-572               |                                                      |
| Chalchiuhtlanetzin            | 510-562   |                       |                                                      |
| Ixtlilcuechahauac             | 562-614   |                       |                                                      |
| Huetzin                       | 614-666   |                       |                                                      |
| Totopeuh                      | 666-718   |                       |                                                      |
| Nacaxoc                       | 718-770   |                       |                                                      |
| Mitl Tlaomihua                | 770-829   |                       |                                                      |
| Xihuiquenitzin                | 829-833   |                       |                                                      |
| Tecpancaltzin Iztaccaltzin    | 833-877   | ?-911                 | Mẹ: Xihuiquenitzin Vợ: Xochitl Con trai: Maeconetzin |
| Ce Acatl Topiltzin (Kukulkan) | 877-947   |                       |                                                      |
| Matlacxochtli                 | 947–983   |                       |                                                      |
| Nauhyotzin                    | 983–997   |                       |                                                      |
| Matlaccoatzin                 | 997–1025  |                       |                                                      |
| Xiuhtlaltzin                  | 1025-1039 |                       |                                                      |
| Tilcoatin                     | 1039–1046 |                       |                                                      |
| Huemac II                     | 1047–1122 |                       |                                                      |

Theo các tài liệu khác
| Tên                           | trị vì  | Khoảng thời gian sống | Gia đình                                             |
| ----------------------------- | ------- | --------------------- | ---------------------------------------------------- |
| Tecpancaltzin Iztaccaltzin    | 833-?   | ?-911                 | Mẹ: Xihuiquenitzin Vợ: Xochitl Con trai: Maeconetzin |
| Xochitl                       | ?-?     |                       |                                                      |
| Micoamazatzin                 | ?-?     |                       |                                                      |
| Huetzin II                    | 869-?   |                       |                                                      |
| Totopeuh II                   | ?-887   |                       |                                                      |
| Ihuitimal                     | 887–923 |                       |                                                      |
| Ce Acatl Topiltzin (Kukulkan) | 923-947 |                       |                                                      |

## Chính phủ
Thống đốc các vùng khác nhau của Toltec được lấy từ các cấp bậc của các nhà quý tộc. Họ đã tham gia vào Hội đồng triệu tập về cái chết của từng vị vua để xác định sự phù hợp của ứng cử viên hy vọng để có tên người thừa kế.Đây là một mô hình Trung Mỹ bình thường trong thời đại lịch sử của Toltec, một thông qua các nền văn hóa Aztec và sau đó.

## Nghệ thuật
Kiến trúc Toltec cổ
- The temple of Kukulkan in Chichen Itza